# Движение против нелегалната имиграция
Движение против нелегалната имиграция, съкратено ДПНИ, е националистическа правозащитна организация в Русия, която се бори срещу нелегалната имиграция в страната.
Призната е от съда за екстремистка и е забранена през април 2010 година, чието решение не е влязло в сила. Лидер на организацията е Владимир Ермолаев.

## История
Движението е основано на 10 юли 2002 година.

### Масови прояви

#### Пред посолството на Катар
На 28 юни 2004 година в посолството на Катар в Москва провеждат протест срещу съдебния процес срещу членове на тайната служба, които са арестувани в Катар по обвинения за убийството на Зелимхан Яндарбиев. Освен ДПНИ участват няколко други организации с численост около 50 души. Мероприятието продължава около час.

#### Руски марш
ДПНИ е един от основните организатори на „Руския марш“.
Проведения „Руски марш“ през 2008 година е забранен, но ДПНИ заедно със съмишлениците от организационния комитет призовават своите поддръжници на поход.

## Забрана
На базата на декларации Виталия Трофимова-Трофимова повлияни от декемврийските междуетнически размирици в Москва, прокуратурата започва проверка на наличието в тях признаци за престъпление по член 282 УК РФ. На 17 февруари 2011 година делата са предадени на съда. На 18 април 2011 Московския градски съд е признава организацията за екстремистка, и забранява дейността по искане на прокурора Юрий Сьомин. След получаване на съдебна заповед за забрана на организацията, представители на Движението против нелегалната имиграция подава жалба срещу това решение.
На 3 май 2011 година Александър Белов, съвместно с лидера на „Славянски съюз“ Дмитрий Дьомушкин учредяват нова националистическа организация на име „Русские“, и планират създаване на политическа партия.